# Viktoria Neckarhausen
Der FC Viktoria Neckarhausen 08 e.V. ist ein Fußballverein aus der baden-württembergischen Stadt Edingen-Neckarhausen.

## Geschichte
1903 gründete sich mit dem SC 1903 Neckarhausen der erste Fußballverein im Ort, 1905 folgte mit Viktoria Neckarhausen ein weiterer Verein. Die Mitglieder beider Vereine trafen sich am 27. März 1908 im Gasthaus Zähringer Hof und beschlossen die Vereinsfusion zum FC Viktoria Neckarhausen 08. Bereits im selben Jahr trat der Verein dem Verband Süddeutscher Fußball-Vereine bei und wurde der untersten C-Klasse zugeteilt. 1912 gelang der Aufstieg in die B-Klasse. Nach dem Ersten Weltkrieg überwiegend in der zweiten Spielebene spielend, erreichte Neckarhausen 1926/27 die Aufstiegsrunde zur damaligen erstklassigen Bezirksliga. In dieser scheiterte der Verein mit 0:3 am FV Kaiserslautern, Neckarhausen verblieb bis 1933 in der Zweitklassigkeit. Nach der Machtübernahme der Nationalsozialisten 1933 wurden die Spielklassen neu eingeteilt. Viktoria Neckarhausen wurde der drittklassigen 1. Kreisklasse zugeordnet. Zur Spielzeit 1938/39 gelang der Aufstieg in die zweitklassige Fußball-Bezirksklasse Unterbaden. Dort verblieb der Verein bis zum Abstieg 1940/41.
Nach dem Zweiten Weltkrieg wurde Neckarhausen der lokalen Kreisklasse zugeordnet. 1968 gelang der Aufstieg in die 2. Amateurliga. Ab 1977 qualifizierte sich der Verein für die Landesliga Rhein–Neckar, in der sich Neckarhausen bis 1997 mit Unterbrechungen halten konnte. Eine 2003 geplante Fusion mit dem DJK Neckarhausen scheiterte an der nötigen Mehrheit.
Die Frauenfußball-Abteilung im Verein konnte sich als Gewinner des Badischen Landespokals dreimal für den DFB-Pokal der Frauen qualifizieren. 1993/94 erhielt Neckarhausen in der ersten Runde ein Freilos. In der zweiten Runde traf der Verein auf den damaligen Bundesligisten FSV Frankfurt und verlor das Spiel zu Hause mit 0:5. 1999/00 war bereits in der ersten Runde Schluss. Gegen den württembergischen Landespokalsieger SV Oberteuringen verlor Neckarhausen auswärte mit 1:6. Letztmals qualifizierte sich Viktoria 2000/01 für den DFB-Pokal. Nach einem 5:1-Auswärtssieg über die zweite Mannschaft des SC 07 Bad Neuenahr traf Neckarhausen erneut auf den FSV Frankfurt und verlor dieses Spiel 0:7. Mit Einrichtung der Fußball-Oberliga Baden-Württemberg der Frauen als dritte Fußballliga 1996 wurde Neckarhausen in diese aufgenommen und verblieb in dieser Liga bis zum Abstieg 2000/01. Aktuell gibt es im Verein keine Frauenfußballabteilung mehr.

## Persönlichkeiten
- Susanne Hartel (Juniorinnen)
- Horst Kunzmann
- Gerhard Schäfer
- Christian Titz

## Erfolge
- 3 × Qualifikation für den DFB-Pokal der Frauen: 1993/94, 1999/00, 2000/01